# سرزمین ایران

نقشهٔ قلمرو سلسله‌های حاکم بر ایران و گسترهٔ حکومتیِ سلسله‌های مختلف از دودمان هخامنشیان تا حکومت جمهوری اسلامی. در این نقشه سلسله‌هایی که بر غالب مناطق ایران مسلط بوده‌اند، ذکر شده‌اند و حکومت‌های ملوک‌الطوایفی و محلی ذکر نشده‌اند. همچنین، هنگامی که سرزمین کنونی ایران بخشی از مناطق اشغالی خارجیان بوده در این نقشه ثبت نشده است؛ به‌عنوان مثال، وقتی ایران موقتاً جزو حکومت سلوکیان، مسلمانان و مغولان بوده است.

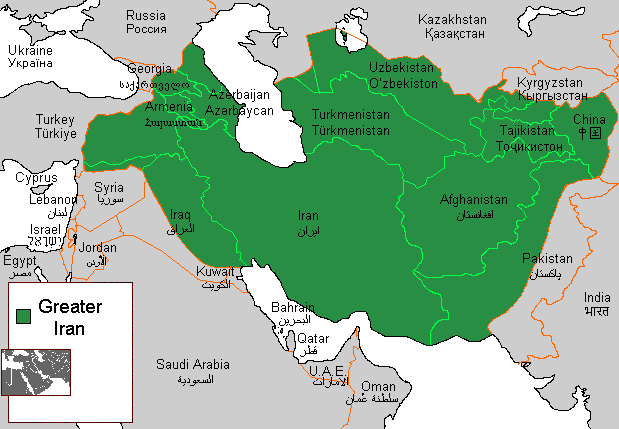
ازنظر جغرافیایی و فرهنگی، ایران بزرگ شامل تمام بخش‌های فلات ایران، بخش‌هایی از آسیای مرکزی، افغانستان و غرب پاکستان از سوی شرق، عراق از سوی غرب و قفقاز در بخش شمال‌غربی می‌باشد.

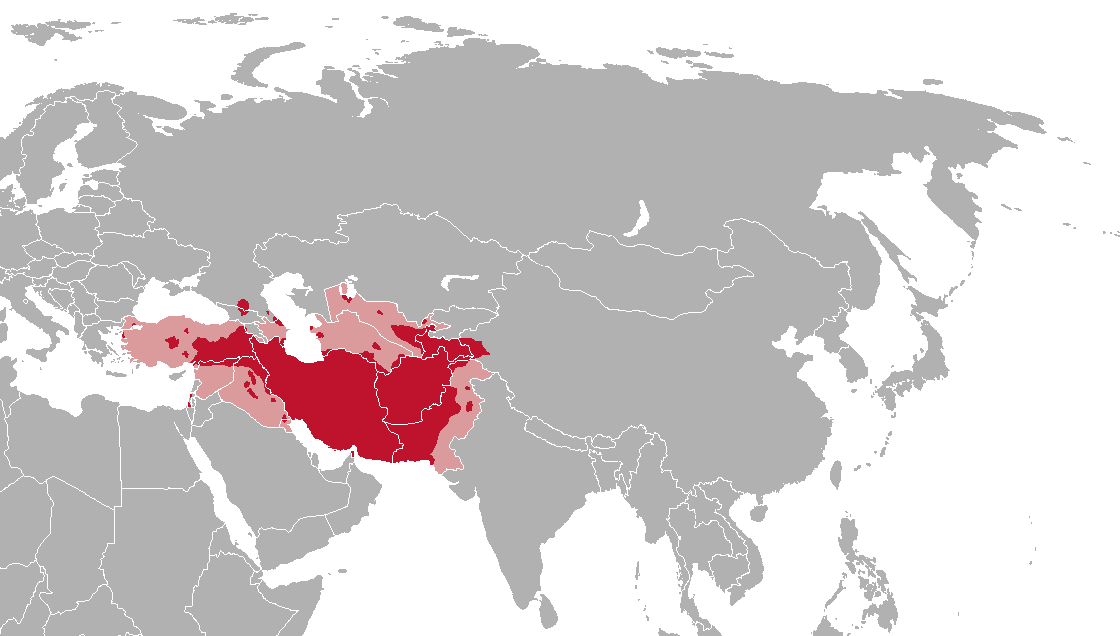
حوزه جغرافیایی گسترش زبان‌های ایرانی به رنگ قرمز تیره نشان داده شده است.

سرزمین ایران منطقه جغرافیایی است که با فرهنگ ایرانی پیوند دارد. این سرزمین شامل فلات ایران و دشت‌های اطراف آن است. گرچه در متون کهن اوستایی ایران‌ویج به عنوان خاستگاه اقوام ایرانی ذکر شده است، اما نخستین بار در فلات ایران در حد فاصل کوهستان‌ها بود که این فرهنگ توانست در هزاره نخست پیش از میلاد در متون تاریخی ظهور یابد. این فرهنگ پایدار در یک منطقه جغرافیایی مشخص از فرهنگ استپ‌های آسیای مرکزی متمایز می‌شد، هرچند همچنان به‌طور کامل یکجانشین نشده بود. تمایز این فرهنگ از فرهنگ مردم کوچ نشین ایرانی زبان و ترک‌زبان آسیای مرکزی دوگانه ایران و توران را شکل داد.
به گفته ریچارد فرای، کاربرد تاریخی ایران صرفاً محدود به مرزهای کنونی ایران که هم‌اکنون به این نام خوانده می‌شود، نبوده است و تمام قلمروی گسترده تحت تسلط ایرانیان شامل سرزمینی از سیحون و خوارزم و سند تا میان رودان و ارمنستان ایران و جنوب قفقاز را هم در بر می‌گرفته است.

## شکل‌گیری سرزمین ایران
آنچه جغرافیای فلات ایران را متمایز می‌سازد، زنجیره کوه‌های مرتفعی است که بارش قابل ملاحظه باران را به ویژه در غرب و شمال فراهم می‌سازد. این کوه‌ها در ابتدا از جنگل پوشیده بود و دره‌ها امکان کشاورزی با ابزارهای ساده آبیاری را فراهم می‌ساخت. همچنین فلات ایران دشت‌های بیابانی و نیمه بیابانی دشت کویر و دشت لوت را که برای زندگی انسان نامناسب بود، دربرمی گرفت. بین این دو اقلیم کوهستانی و بیابانی، باریکه‌ای از کوهپایه‌های دارای خاک مناسب برای کشت و زرع وجود داشت که کشاورزی در آنها نیازمند ابزارها و روش‌های پیشرفته تر آبیاری بود. در نیمه دوم هزاره دوم پیش از میلاد مهاجران آریایی که کشاورز و دامپرور بودند، ناگزیر تنها می‌توانستند در کوهستان‌های زاگرس در غرب فلات ایران به آب مورد نیاز دست یابند و آنجا ساکن شدند. در ابتدای هزاره نخست پیش از میلاد روش ساخت قنات در ناحیه ارمنستان و آذربایجان در شمال غربی فلات ایران توسعه یافت و برای مردم امکان جا به جایی از کوهپایه‌ها طی نیمه نخست آن هزاره را فراهم ساخت.
در هزاره نخست پیش از میلاد، با پیشرفت فنون آبیاری زمین‌های بیشتری در دشت‌های حاصلخیز کوهپایه‌ای زیر کشت رفت و با فنون و ابزارهای نوین کشاورزی نظیر چرخش محصول (corp rotation)، جمعیت فزونی یافت و شهرهای جدیدی سربرآورد. باغ‌ها بر اساس چگونگی جریان آب، طراحی شد و شیوه ای از زندگی پدید آمد که تا به امروز برجا مانده است. در این هزاره، قدرت سیاسی نخست در اختیار زاگرس نشینان ماد بود و سپس با استقرار امپراتوری هخامنشی به منطقه فارس منتقل شد. فرهنگ زرتشتی تمایزی میان زندگی شکوهمند در سرزمین‌های آبیاری و محافظت شده تحت حکمرانی دولت هخامنشی با فرهنگ مردم استپ‌های آسیای مرکزی پدید آورد و به گفته تاریخ نگاران یونانی آن زمان، شاهان و حاکمان هخامنشی، در کنار جنگاوری در زمینه اداره امور کشاورزی و باغبانی نیز چیره‌دست بودند و اتکا به این سرزمین تمدن نوینی را پدید آورد. گسترش آبیاری با قنات منجر به توسعه سکونتگاه‌های دائمی به سمت شرق شد و ساکنان ایران را مجدداً با مردم بلخ و بخش جنوبی آسیای مرکزی مرتبط ساخت و ظهور دولت پارت از منطقه خراسان بزرگ در اواخر هزاره نخست پیش از میلاد، گواه دستیابی به وحدت فرهنگی کلیه این سرزمین‌ها تا آن زمان بوده است.